# Walmor Oliveira de Azevedo
Walmor Oliveira de Azevedo (Cocos, 26 aprile 1954) è un arcivescovo cattolico brasiliano, dal 28 gennaio 2004 arcivescovo metropolita di Belo Horizonte e dal 28 luglio 2010 ordinario per i fedeli di rito orientale in Brasile.

## Biografia

### Ministero sacerdotale
È stato ordinato sacerdote il 9 settembre 1977 per l'arcidiocesi di Juiz de Fora.

### Ministero episcopale
Nominato vescovo ausiliare di San Salvador di Bahia il 21 gennaio 1998, riceve l'ordinazione episcopale il 10 maggio 1998 per imposizione delle mani del cardinale Lucas Moreira Neves, coconsacranti Clovis Frainer, arcivescovo di Juiz de Fora, e Eurico dos Santos Veloso, vescovo di Luz (poi arcivescovo).
Il 28 gennaio 2004 è promosso arcivescovo di Belo Horizonte da papa Giovanni Paolo II, succedendo al cardinale Serafim Fernandes de Araújo.
Il 28 luglio 2010 è nominato da papa Benedetto XVI ordinario per i fedeli cattolici di rito orientale residenti in Brasile e sprovvisti di ordinario del proprio rito.
Dal 6 maggio 2019 al 24 aprile 2023 ricopre l'incarico di presidente della Conferenza nazionale dei vescovi del Brasile.

## Genealogia episcopale e successione apostolica
La genealogia episcopale è:
- Cardinale Scipione Rebiba
- Cardinale Giulio Antonio Santori
- Cardinale Girolamo Bernerio, O.P.
- Arcivescovo Galeazzo Sanvitale
- Cardinale Ludovico Ludovisi
- Cardinale Luigi Caetani
- Cardinale Ulderico Carpegna
- Cardinale Paluzzo Paluzzi Altieri degli Albertoni
- Papa Benedetto XIII
- Papa Benedetto XIV
- Papa Clemente XIII
- Cardinale Bernardino Giraud
- Cardinale Alessandro Mattei
- Cardinale Pietro Francesco Galleffi
- Cardinale Giacomo Filippo Fransoni
- Cardinale Carlo Sacconi
- Cardinale Edward Henry Howard
- Cardinale Mariano Rampolla del Tindaro
- Cardinale Rafael Merry del Val
- Arcivescovo Duarte Leopoldo e Silva
- Arcivescovo Paulo de Tarso Campos
- Cardinale Agnelo Rossi
- Cardinale Lucas Moreira Neves, O.P.
- Arcivescovo Walmor Oliveira de Azevedo

La successione apostolica è:
- Vescovo Aloísio Jorge Pena Vitral (2006)
- Vescovo Joaquim Giovanni Mol Guimarães (2006)
- Vescovo Luis Gonzaga Féchio (2011)
- Vescovo Wilson Luís Angotti Filho (2011)
- Arcivescovo João Justino de Medeiros Silva (2012)
- Arcivescovo José Carlos de Souza Campos (2014)
- Arcivescovo Paulo Jackson Nóbrega de Sousa (2015)
- Vescovo Otacilio Francisco Ferreira de Lacerda (2017)
- Vescovo Vicente de Paula Ferreira, C.SS.R. (2017)
- Vescovo Hernaldo Pinto Farias, S.S.S. (2019)
- Vescovo Nivaldo dos Santos Ferreira (2021)
- Vescovo Júlio César Gomes Moreira (2021)
- Vescovo Dirceu de Oliveira Medeiros (2021)
- Vescovo Joel Maria dos Santos (2021)
- Vescovo Edmar José da Silva (2024)